# Gladiformers
Gladiformers (Gladiformers: Robôs Gladiadores) – hiszpańsko-brazylijsko-amerykański film animowany będący parodią filmu Michaela Baya pt. Transformers.

## Fabuła
Najnowszy film animowany słynnego brazylijskiego grafika, twórcy filmów i gier 3D. Tym razem jest to historia Autobotów, które zmieniają się w roboty walczące między sobą niczym gladiatorzy. Za sprawą świetnej animacji przenosimy się w futurystyczny świat walk maszyn przy brzmieniu muzyki zespołu Angra.

## Postacie
- Julius Drive - wielki zwycięzca wszelkich walk, parodia Optimusa Prime
- Magnum Tutor - pokonany przez Drive'a, potężny robot-gladiator
- Dante Logus - pokonany przez Tutora
- Mora Jarte - sługa Magnuma, pokonany przez Patriona
- Korjo Displo - robot-awanturnik, pokonany przez Magnuma Tutora
- Patrion Tokal - inżynier, który stworzył Projekt. Został pokonany przez Juliusa Drive'a
- Marta Gortin - pokonany przez Drive'a
- Project One - pierwszy gladiformer, pokonany przez Displo'a

## Obsada
Oryginalna brazylijska wersja:
- Giuliano Menfer - Julius Drive
- Raul Schlosser - Magnum Tutor / Spiker
- Charlie Mambertt - Dante Logus / Mora Jarte
- Claudio Satiro - Korjo Displo
- Sidney Cesar - Patrion Tokal
- Marcio Sh - Marta Gortin
- Francisco Freitas - Supremobot 1
- Wallace Costa - Supremobot 2 / Projekt One
- Vagner Santos - Supremobot 3
- Marco Alemar

Dubbing angielski:
- Marc Thompson
- J. David Brimmer
- Dan Greene
- Marc DiRaison
- Kasim Sulton
- Rory Max Kaplan
- Jason Griffith
- David Wills
- Jason Yudoff